# Яванская альциона
Ява́нская альцио́на (лат. Halcyon cyanoventris) — вид птиц семейства зимородковых, подвидов не выделяют, эндемик индонезийского острова Ява.

## Описание
Яванская альциона достигает длины 27 см. У неё большой красный клюв, тёмная голова, лиловое оперение груди и голубовато-белые крылья.

## Распространение
Распространена на острове Ява.

## Питание
Питание состоит преимущественно из насекомых, которых ловит на суше. Также охотится на рыб.